# 群青的開幕曲
《群青的開幕曲》是於2022年4月2日首播的電視動畫，以競馬學校為題材，動畫製作公司為Lay-duce。

## 角色列表
有村優（聲：矢野獎吾）
風波駿（聲：土屋神葉）
天音·葛瑞斯（聲：花江夏樹）
京力秋樹（聲：糸川耀士郎）
寶生迅人（聲：豐永利行）
櫻庭惣司朗（聲：橘龍丸）
牧皐汰（聲：小林千晃）
霜月繪理（聲：水瀨祈）
朝日豐（聲：櫻井孝宏）
野平和雄（聲：東地宏樹）
北見田子（聲：Lynn）
西園寺七緒子（聲：勝生真沙子）
久慈凱久（聲：浪川大輔）
南原煌成（聲：木全翔也（JO1））
東將基（聲：大平祥生（JO1））

## 製作人員
- 導演：加藤誠
- 角色設計：神崎廣
- 音樂：澤野弘之
- 動畫製作：Lay-duce

## 外部連結
- 官方网站（日語）
- 群青的開幕曲的X（前Twitter）（日語）